# Mainza Chona
Mainza Mathias Chona (* 21. Juni 1930 in Nampeyo, Monze; † 11. Dezember 2001 in Johannesburg, Südafrika) war ein sambischer Politiker, Vizepräsident seines Landes und zweimaliger Premierminister.

## Leben
Der als Sikaye Chingula Namukamba geborene Sohn eines Häuptlings studierte Rechtswissenschaften und arbeitete später als Rechtsanwalt.
Nach der Unabhängigkeit Sambias 1964 wurde er zum Mitglied der Nationalversammlung gewählt und vertrat zunächst den Wahlbezirk Livingstone, ab 1968 den von Mankayo.
Bereits in der ersten Regierung von Präsident Kenneth Kaunda 1964 war er Justizminister. Von 1968 bis 1969 war er Innenminister. Anschließend war er bis 1970 Minister für die Zentralprovinz, Minister ohne Portefeuille sowie Minister für Provinz- und Lokalverwaltung. Von 1970 bis 1973 war er Botschafter in den USA. 1972 leitete er darüber hinaus eine Kommission zur Reform der Verfassung. Diese dazu, dass Sambia ein Ein-Parteien-Staat wurde, mit der „United National Indepence Party“ UNIP als Staatspartei.
Vom 25. August 1973 bis zum 27. Mai 1975 sowie vom 20. Juli 1977 bis zum 15. Juni 1978 war er Premierminister von Sambia. Dazwischen übte er die Ämter eines Ministers für Rechtsangelegenheiten und des Generalstaatsanwalts aus.
1978 wurde er Generalsekretär der UNIP und zugleich Vizepräsident. Diese Ämter behielt er bis 1981. Anschließend war einige Jahre als Rechtsanwalt tätig, ehe er von 1984 bis 1989 Botschafter in der Volksrepublik China war. Anschließend war er bis 1992 Botschafter in Frankreich.
Mainza Chona, einer der profiliertesten Politiker des unabhängigen Sambias, war oftmals Delegierter auf internationalen Kongressen sowie Vorsitzender des UN-Interaktionsrates ehemaliger Regierungschefs. Ferner war er Autor der Novelle Kabuca Uleta Tunji.